# Szale z Haapsalu

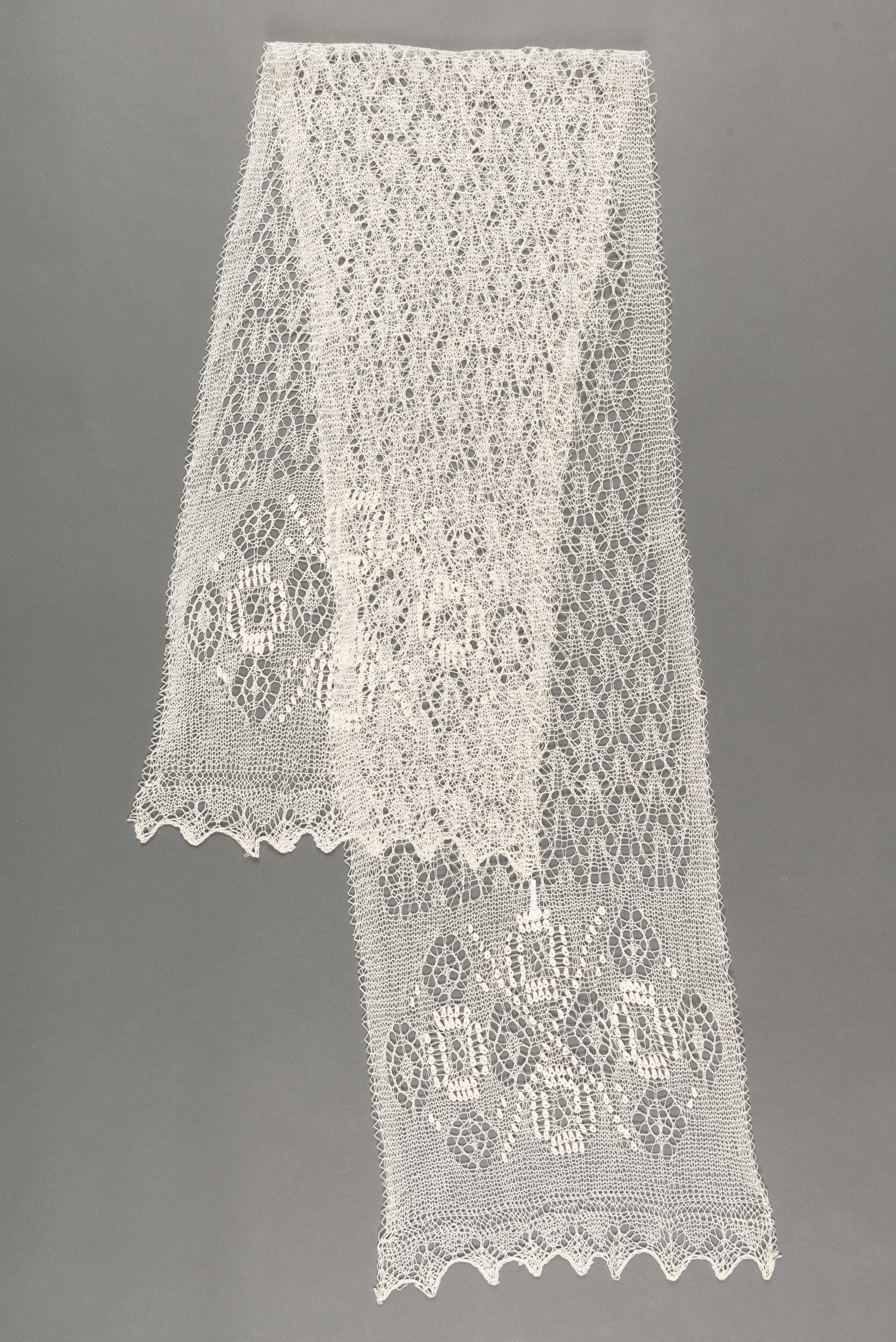
Szal z Haapsalu pochodzący ze zbiorów Estońskiego Muzeum Narodowego

Szale z Haapsalu (est. Haapsalu sall, Haapsalu rätik, Haapsalu rätt) – dziergane na drutach wełniane koronkowe szale, wykonywane od XIX wieku w Haapsalu w Estonii. Są elementem estońskiej kultury ludowej, były też źródłem utrzymania dla mieszkańców miasta. 

## Historia
Haapsalu w XIX wieku stało się modnym uzdrowiskiem. Miejscowe kobiety sprzedając rękodzieło, próbowały zarobić na utrzymanie rodziny. Na przełomie XIX i XX wieku podczas zimy jedna rodzina była w stanie wykonać od 70 do 80 szali. Po I wojnie światowej wzrosła liczba kuracjuszy w Haapsalu, a tym samym zainteresowanie kupnem szali. Władze miasta, dbając o rozwój sprzedaży, zatrudniły Mareta Sõerda, którego zadaniem było promowanie szali w kraju i za granicą. Wprowadzono wtedy tradycję obdarowywania nimi przyjeżdżających do miasta oficjalnych gości. Utrzymała się ona do dziś. Z okazji otwarcia w 2016 roku nowego gmachu Estońskiego Muzeum Narodowego Aasa Jõelaid wykonała szal według specjalnie zaprojektowanego wzoru z logo muzeum. Wzorom nadawano nazwy od osób nimi obdarowanych, np. wzór szalu, który norweskiej księżniczce Astrid wręczył w 2014 roku prezydent Arnold Rüütel, nazwano jej imieniem. Zwyczajowo szale są wręczane wszystkim małżonkom prezydentów Estonii. W 2021 roku koronkowe szale z Haapsalu wykonane przez Aasę Jõelaid otrzymały po powrocie z olimpiady cztery estońskie medalistki: Katrina Lehis, Erika Kirpu, Julia Belajewa i Irina Embrich.
Początkowo wzory nie były utrwalane na papierze, a przekazywane z matki na córkę. Zaczęto je zapisywać w latach 30. XX wieku, a za prekursorkę takiego postępowania uważa się nauczycielkę ze szkoły podstawowej Matilde Mölli.
Po II wojnie światowej, z powodu dużego popytu na szale, zaczęto wykorzystywać maszyny dziewiarskie, na których wykonywano część środkową, do której końców doszywano ręcznie wykonaną koronkę, niekiedy zastępowaną frędzlami. Aby przywrócić jakość wyrobom, w 1966 roku powstało Rahvakunstimeistrite koondis Uku (Stowarzyszenie Mistrzów Sztuki Ludowej).
Szale były pokazywane na wielu wystawach rękodzieła, w tym na wystawach światowych: w 1936 w Nowym Jorku, w 1938 w Berlinie, w 1967 w Montrealu, w 1970 w Osace i w 1976 roku w Paryżu.
W 1992 roku powstało stowarzyszenie MTÜ Haapsalu Käsitööselts (Towarzystwo Rękodzieła Haapsalu), którego celem było zachowanie tradycyjnego rzemiosła. Każdego roku w sierpniu z jego inicjatywy jest organizowany Pitsipäev (Dzień Koronki), połączony z konkursem wykonywania koronki. Zwykle w tym dniu odbywa się pokaz mody, podczas którego są pokazywane nie tylko koronkowe szale, ale również ubrania. W konkursie zadaniem uczestników jest wykonanie na drutach, w określonym czasie, koronki według danego wzoru. Prace ocenia specjalne jury. 
W 2014 roku powstało Haapsalu Pitsikeskus (Centrum Koronki z Haapsalu), w którym znajduje się stała ekspozycja koronkowych szali z Haapsalu.

## Wykonanie
W XIX wieku do wyrobu szali używano miejscowej białej lub czarnej przędzy. Później sprowadzano ją z Anglii, Szwecji i Łotwy. Obecnie szale wykonuje się z cienkiej podwójnej przędzy wełnianej. Na jeden szal potrzeba około 70–100 g przędzy, w zależności od użytego wzoru. Do wykonania używa się drutów od nr 3 do 3,5, a czasem nr 4, ponieważ efekt końcowy musi być delikatny, koronkowy. Szal z Haapsalu powinien mieć kształt prostokąta. Zwykle mierzy 60–70 cm (115–140 oczek) i 170–180 cm (220–230 rzędów). Środkowa część z symetrycznym wzorem jest wykończona osobno dzierganą  koronką, przyszywaną do szala. Gotowy szal pierze się w ciepłej wodzie z mydłem, a następnie suszy rozpięty na specjalnej ramie.

## Publikacje
- W 2021 roku Siiri Reimann wydała drugą książkę Siiri rätid II[10].
- W 2011 roku w wydawnictwie Saara ukazała się książka Aime Edasi i Siiri Reimann Haapsalu rätt[11].
- W 2008 roku Nancy Bush wydala książkę w języku angielskim Knitted Lace of Estonia: Techniques, Patterns, and Traditions[12].